# Platymantis schmidti
Platymantis schmidti är en groddjursart som beskrevs av Brown och Tyler 1968. Platymantis schmidti ingår i släktet Platymantis och familjen Ceratobatrachidae. IUCN kategoriserar arten globalt som livskraftig. Inga underarter finns listade i Catalogue of Life.